# Sean Connery
Sir Sean Connery (rojen kot Thomas Sean Connery), škotski igralec, producent in režiser, * 25. avgust 1930, Fountainbridge (Edinburgh), Škotska, † 31. oktober 2020, Nassau, Bahami.
Najbolj je bil znan po vlogi Jamesa Bonda v sedmih filmih o njegovih dogodivščinah. Za vlogo v filmu Nedotakljivi je prejel oskarja za najboljšo stransko moško vlogo. Poleg svoje igralske kariere je bil zelo aktiven kot podpornik Škotske nacionalne stranke, ki si prizadeva za samostojnost in neodvisnost Škotske.

## Zgodnje življenje
Thomas Sean Connery, imenovan Thomas po njegovem dedku, je bil rojen v Fountainbridge, Edinburgh, na Škotskem. Njegova mati, Euphemia McBain je bila čistilka in njegov oče, Joseph Connery, je bil delavec v tovarni in voznik tovornjaka. Njegovi stari starši so emigrirali na Škotsko sredi 19. Stoletja, iz Irske. Ko je bil še mlad fant se je odločil, da bo uporabljal le ime Sean, prijel pa se ga je tudi vzdevek »Big Tam«, ker je bil od nekdaj velik in je pri 14 letih izgubil nedolžnost z odraslo žensko.
Njegova prva služba je bilo delo raznašalca mleka. Kasneje se je pridružil kraljevi mornarici, kjer je odbil tudi dva tatuja, »Mum and Dad« ter »Scotland Forever«. Kasneje je bil odpuščen iz mornarice zaradi bolezni. Nato je imel več služb, vozil je tovornjak, bil je reševalec na bazenu, model. Študent in umetnik, ki je naslikal Conneryja, ga je opisal kot sramežljivega, a zelo čednega.
Pri 18 letih se je pričel ukvarjati z »body-building«-om. Leta '51 je trdo treniral in bil tretji na nekem tekmovanju.
Connery je bil tudi odličen nogometaš, igral je pri Bonnyrigg Rose. Ponujena mu je bila pogodba pri East Fife. Nato so mu ponudili še nekaj pogodb, vendar jih je zavrnil, odločen, da postane igralec.

## Kariera

### 1950. leta
Ko je iskal nekaj dodatnega zaslužka je pomagal v zaodrju v King's Theater-ju v poznem 1951. Najprej se je zvrstilo nekaj manjših vlog, ki jih je dobil, ko se je še ukvarjal z bodibildingom. Nato je nekaj časa igral v gledališču, dokler ni dobil vloge v muzikalu Herberta Wilcoxa, leta 1954.
Spomladi leta 1957 je Connery najel agenta Richarda Hattona, ki mu je našel vloga Spika, manjšega gangsterja v filmu No Road Back. Nato je dobil vlogo voznika tovornjaka v filmu Hell Drivers. Dobil je tudi vloge vfilmih Action of the Tiger in Time Lock.
Leta 1958 je dobil glavno vlogo v filmu »Another Time, Another Place«. V filmu je imel ljubezensko afero z Lano Turner, in njen fant je, misleč, da je na tem kaj več, Conneryju grozil s pištolo.
Leta 1959 je dobil tudi glavno vlogo v filmu »Darby O'Gill and the Little People«.

### James Bond: 1962–1971, 1983
Conneryjev preboj je prišel z njegovo vlogo Jamesa Bonda. Bonda je igral v prvih petih filmih, Dr. No (1962), Iz Rusije z ljubeznijo (1963), Goldfinger (1964), Thunderball (1965) in Živiš le dvakrat (1967). Nato se je zopet pojavil leta 1971 v Diamanti so večni in leta 1983 Nikoli ne reci nikoli znova. Vseh sedem filmov je bilo komercialno uspešnih.
Ustvarjalec Jamesa Bonda, Ian Fleming, je bil sprva z Seanom nezadovoljen, dejal je, da si v vlogi Bonda ni predstavljal velikega, mišičastega Škota, vendar je bil po uspehu filma nad njim tako navdušen, da je Jamesu Bondu v kasnejših romanih dal škotske in švicarske prednike.
Med snemanjem Thunderball-a leta 1965 je bilo Conneryjevo življenje v nevarnosti med snemanjem scene z morskimi psi.
Čeprav ga je Bond naredil zvezdo, je rekel, da je sit pritiska in utrujenosti, ki mu ga je prinesla ta uspešna franšiza. Med snemanjem Bondov se je pojavil v še nekaj zelo uspešnih filmih.
Po filmu Nikoli en reci nikoli znova, je Connery prekinil snemanje novih filmov za dve leti. Nato je leta 1986 sledila uspešna Evropska produkcija Ime rože, za katero je prejel BAFTO. Isto leto je imel tudi stransko vlogo v filmu Highlander, s katero je dokazal, da zna igrati tudi starejšega mentorja. Naslednje leto je igral v filmu Nedotakljivi, kjer je za vlogo strogega Irskega policista prejel Oskarja. Igral je tudi prof. Henryja Jonesa v 3. delu Indiane Jonesa. Sledile so še vloge v filmih Lov na Rdeči Oktober, Ruška hiša, The Rock in druge. Leta 1998 je prejel nagrado Bafte za življenjsko delo.